# 王彦超
王彦超（914年 - 986年），字德升，大名府臨清縣（今河北臨西）人。五代至北宋初年著名將領。歷任許多藩鎮節度使，封邠國公。贈尚書令。

## 生平
父王重霸，後梁時，官太子少傅、光祿卿。
後唐莊宗時，彦超追隨莊宗李存勗的長子李繼岌，926年魏博軍馬步軍都指揮使皇甫暉發動了鄴都之變，李嗣源前往討伐，卻也被逼反。莊宗的禁軍將領郭從謙乘機發動興教門之變，殺害莊宗。李嗣源稱帝，其部屬逼死了李繼岌。
繼岌死後，彦超投奔陝西重雲山暉道人門下，剃髮出家，但暉道人說他是富貴的面相，所以給了他金錢，並強迫其還俗。而後他投奔石敬瑭門下，官至岳州防禦使。
後漢時任曾官複州（今湖北省仙桃市）防禦使。
後周太祖郭威建國，彦超歷任武寧節度使、河陽節度使、河中節度使。
太祖崩後，由養子柴榮即位，是為後周世宗，加彦超同平章事，北漢劉崇乘後周國喪，與契丹合兵攻擊潞州，世宗親征，王彥超與魏博節度使符彥卿強攻北漢，擊破汾州防禦使董希顏。不久，又擒斬石州（今山西離石）刺史安彥進，聲威大振。隨即改為忠武軍節度使，移鎮許州（今河南許昌），加侍中。
顯德二年（955年）王彥超與相國李谷攻擊南唐，破唐軍於壽州（今安徽壽縣）城下。
顯德三年（956年），王彥超改任永興節度使。
顯德六年（959年）又改任鳳翔節度使，致力防守黨項羌。
顯德七年（960年），世宗崩後，恭帝柴宗訓即位，加檢校太師。
宋朝建立後，宋太祖赵匡胤以杯酒釋兵權的方式解除諸將之兵權，王彦超首先呼應，太祖大喜，不遷其官，使之留於鳳翔。
王彥超認為遲早要歸隱江湖，並且盛觀江南風水，於是購買土地，策畫將家屬遷徙至義烏。宋太宗太平興國六年（981年），封邠國公。八年（983年），王彥超以右金吾衛上將軍、太子太師之職歸隱，即舉家南下定居。

## 轶事
赵匡胤青年时曾经投奔过他，但他只給了赵匡胤几贯铜钱就将其打发走了。赵匡胤称帝后曾在大庭广众之前消遣他說：“卿昔日在复州，朕去投靠卿，为何不收留呢？”王彦超立即避席跪倒，说：“当日臣只不过是一個防御使罢了，一勺浅水岂能容纳神龙呢？假使当日陛下留滞于小郡，怎么有今天呢？”